# Chuseok

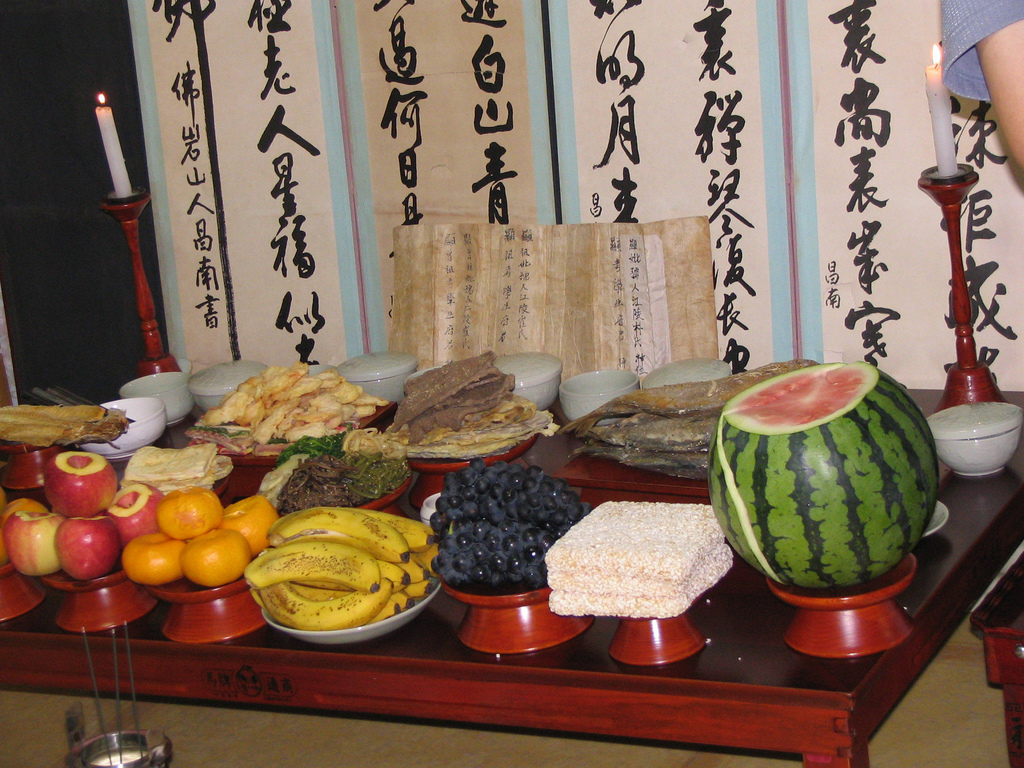
"Jesasang", mesa ceremonial para celebrar el Chuseok.

Chuseok (coreano: 추석), originalmente denominado Hangawi "el gran punto medio del otoño", es un gran festival de la cosecha y festividad que se extiende por tres días en Corea que se celebra el decimoquinto día del octavo mes del calendario lunar. Al igual que otros festivales de la cosecha, se celebra hacia el Equinoccio de otoño. Al ser una celebración de una cosecha abundante, los coreanos visitan a sus pueblos ancestrales y comparten una fiesta con alimentos tradicionales coreanos tales como songpyeon y vinos de arroz tales como sindoju y dongdongju. El enlace permite observar un breve vídeo sobre Chuseok, presione aquí.